# 马莱翁
马莱翁（法語：Malléon，法語發音：[maleɔ̃]）是法国阿列日省的一个市镇，属于帕米耶区。

## 地理
马莱翁（43°1'55"N, 1°42'43"E）面积6.78 平方千米，位于法国奧克西塔尼大區阿列日省，该省份为法国西南部内陆省份，西部和北部与上加龙省接壤，东临奥德省，东南至东比利牛斯省接壤，南与安道尔和西班牙接壤。
与马莱翁接壤的市镇（或旧市镇、城区）包括：阿尔维尼亚、卡尔藏、塞居拉、旺特纳克。

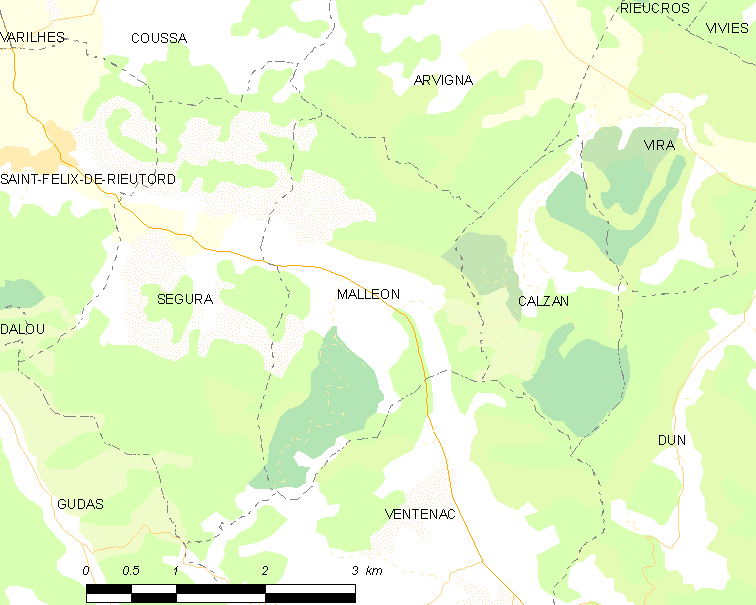
马莱翁的OSM定位图

马莱翁的时区为UTC+01:00、UTC+02:00（夏令时）。

## 行政
马莱翁的邮政编码为09120，INSEE市镇编码为09179。

## 政治
马莱翁所属的省级选区为阿列日河谷县。

## 人口

1962-2008年间马莱翁人口变化图示

马莱翁于2022年1月1日时的人口数量为79人。